# 還有第11人！
《還有第11人！》（日语：11人もいる!），2011年日本電視劇，在2011年10月21日至12月16日期間於朝日電視台播放。此劇由神木隆之介主演。

## 劇情
主角真田一男（神木隆之介 飾）是一名高中三年級生，家裡是一個10人的大家庭。他作為家中長男，背負起這個大家庭的問題。突然，在家裏出現了只有最小的兒子真田才悟（加藤清史郎 飾）才能看到的幽靈（廣末涼子 飾）。這套電視劇講述加上「幽靈」後家庭，變成11人之後的奮鬥故事。

## 角色列表

### 真田家
真田一男〈18〉
神木隆之介（幼少期：宮城孔明，嬰兒期：殿岡祥一郎）
真田家的長男，高中三年級學生
真田實〈42〉
田邊誠一
真田家的父親，攝影師
真田惠〈38〉
光浦靖子
真田家的母親，才悟的親生母親，其他兄弟姊妹的繼母
真田二子〈16〉
有村架純（幼少期：千葉ほのか）
長女，高中二年級學生
真田三子〈15〉
金井美樹（幼少期：畠山紬）
次女，中學三年級學生
真田四郎〈13〉
平岡拓真（幼少期：中村晋）
次男，中學二年級學生
真田五月〈12〉
赤石那奈（幼少期：武居涼奈 / 嬰兒期：光田小春）
三女，小學六年級學生
真田六助〈10〉
福島北斗（嬰兒期：谷口英太郎）
三男，與七男是雙胞胎，小學五年級學生
真田七男〈10〉
福島海斗（嬰兒期：谷口雄太郎）
四男，與六助是雙胞胎，小學五年級學生
真田才悟〈7〉
加藤清史郎
五男，小學二年級學生
真田惠美〈享年30〉
廣末涼子
實的前妻，除了才悟外，她是其他兄弟姊妹的親生母親
真田廣之〈33〉
星野源
真田實的弟弟，片尾插曲作曲演唱（作詞為宮藤官九郎）。

## 集數列表
| 集數                                                     | 播出日期       | 標題 | 導演     | 收視率 |
| -------------------------------------------------------- | -------------- | ---- | -------- | ------ |
| 1                                                        | 2011年10月21日 |      | 片山修   | 11.4%  |
| 2                                                        | 2011年10月28日 |      | 片山修   | 9.4%   |
| 3                                                        | 2011年11月4日  |      | 唐木希浩 | 7.9%   |
| 4                                                        | 2011年11月11日 |      | 唐木希浩 | 8.8%   |
| 5                                                        | 2011年11月18日 |      | 片山修   | 7.5%   |
| 6                                                        | 2011年11月25日 |      | 唐木希浩 | 7.1%   |
| 7                                                        | 2011年12月2日  |      | 片山修   | 9.5%   |
| 8                                                        | 2011年12月9日  |      | 唐木希浩 | 9.4%   |
| 9                                                        | 2011年12月16日 |      | 片山修   | 7.5%   |
| 平均收視率：8.7%（收視率由Video Research於關東地區統計） |                |      |          |        |

## 周邊商品
- 2011年12月7日發售，ISBN 978-4863361874

## 外部連結
- 《還有第11人！》官方網站（日語）
- 還有第11人！的X（前Twitter）（日語）